# 南133線平交路口
南133線平交路口，俗稱港口交流道，為臺灣國道八號與區道南133線平面相交路口，位於臺灣臺南市安定區，指標為4.2k。往北可連結臺南科學園區（途中可見「南科西側出入口」路標）、安定主市區等地，往南不遠可達臺南市安南區。附近還有市道178號與台19線等聯絡公路。
此平交路口國道主線速限為40km/h，以西以東隨兩端速限遞減至此；此平交路口以西的國道八號路段（台南端～4.2k）屬國道快速公路，速限為80km/h，但禁止250c.c.以上大型重型機車行駛；此路口以東（4.2k～新化端）才是國道高速公路，速限為100km/h。另外，行駛至此路口的車輛禁止左轉駛出。
平交路口以東的國道八號側車道，可經由南科西向聯絡道南段，直接聯繫區道南134線至臺南科學園區，避免南科車流直接進入港口聚落。

## 後續計畫

### 平交路口立體化
- 臺南市政府專函請國道高速公路局辦理區道南133線與國道8號立體交會，設置半套鑽石型交流道，重新命名為港口交流道。[參⁠ 5]。沿線周遭道路已開始更換預告牌為「港口交流道」[參⁠ 6]。

### 國道一號永康交流道聯絡道工程
- 國道一號永康交流道聯絡道，又稱為安南永康新環線，連結永康交流道至國道8號。[參⁠ 7]
  - 南133線拓寬並往南延伸連結臺南都會區北外環道路，並銜接永康交流道聯絡道至永康交流道。